# Koudenburg (Ooststellingwerf)
Koudenburg (Stellingwerfs: Kooldenburg, Fries: Koudenburch) is een buurtschap in de gemeente Ooststellingwerf, in de Nederlandse provincie Friesland. Het ligt ten zuiden van Haulerwijk en ten noordoosten van Haule.
Het valt ook formeel verdeeld onder deze twee dorpen. De buurtschap ligt aan zuidkant van de Scheidingsreed aan de rand van Haulerwijk en omvat de bewoning aan de Tonckensweg, de Koudmansburg, de Lange Singel, de Verlaatsweg en de Rendijk, tot aan de buurtschap Rolpaal.
Koudenburg is vernoemd naar een boerderij.